# Gregory Gibson
Gregory P. Gibson, detto Greg (Redding, 20 novembre 1953), è un ex lottatore statunitense, specializzato sia nella lotta greco-romana che nella lotta libera.

## Palmarès

### Olimpiadi
- 1 medaglia:
  - 1 argento (Los Angeles 1984 nella lotta greco-romana -100 kg)

### Mondiali
- 3 medaglie:
  - 2 argenti (Skopje 1981 nella lotta libera -100 kg; Kiev 1983 nella lotta libera -100 kg)
  - 1 bronzo (Edmonton 1982 nella lotta libera -100 kg)

### Giochi panamericani
- 1 medaglia:
  - 1 oro (Caracas 1983 nella lotta libera -100 kg)